# 1190

## Události
- 16. březen – pogrom na Židy v Yorku
- 4. říjen – Richard I. Lví srdce dobyl Messinu
- založen premonstrátský klášter Louka

## Narození
- ? – Jaroslav II. Vsevolodovič, veliké kníže vladimirské († 1246)
- ? – Marie Brabantská, císařovna jako manželka Oty IV. († 1260)
- ? – Odo ze Châteauroux, francouzský kardinál a teolog († 25. ledna 1273)

## Úmrtí
- 18. února – Ota Míšeňský, míšeňský markrabě (* 1125)
- 15. března – Isabela Henegavská, francouzská královna jako manželka Filipa II. Augusta (* 1170)
- 23. března – Saigjó , japonský mnich a básník (* 1118)
- 10. června – Fridrich I. Barbarossa, císař Svaté říše římské (* asi 1122)
- 21. listopadu – Děpolt II., české kníže (* před 1167)
- říjen – Sibyla Jeruzalémská, jeruzalémská královna (* cca 1160)
- říjen – Jindřich I. z Baru, hrabě z Baru, účastník třetí křížové výpravy (* 1158)
- ? – Magister Leoninus, francouzský skladatel, spoluzakladatel tzv. Notredamské školy (* 1163)

## Hlavy států
- České knížectví – Konrád II. Ota
- Svatá říše římská – Fridrich I. Barbarossa – Jindřich VI. Štaufský
- Papež – Klement III.
- Anglické království – Richard I. Lví srdce
- Francouzské království – Filip II. August
- Polské knížectví – Kazimír II. Spravedlivý
- Uherské království – Béla III.
- Sicilské království – Tankred I.
- Kastilské království – Alfonso VIII. Kastilský
- Rakouské vévodství – Leopold V. Babenberský
- Skotské království – Vilém Lev
- Byzantská říše – Izák II. Angelos